# Stenopsyche ulmeriana
Stenopsyche ulmeriana är en nattsländeart som beskrevs av G. Marlier 1950. Stenopsyche ulmeriana ingår i släktet Stenopsyche och familjen Stenopsychidae. Inga underarter finns listade i Catalogue of Life.